# Bom Jesus dos Perdões (kommun)
Bom Jesus dos Perdões är en kommun i Brasilien.   Den ligger i delstaten São Paulo, i den sydöstra delen av landet, 800 km söder om huvudstaden Brasília. Antalet invånare är 19 703.
Följande samhällen finns i Bom Jesus dos Perdões:
- Bom Jesus dos Perdões

I omgivningarna runt Bom Jesus dos Perdões växer i huvudsak städsegrön lövskog. Runt Bom Jesus dos Perdões är det ganska tätbefolkat, med 93 invånare per kvadratkilometer.